# Cory Kennedy
Cory Kennedy (født 21. februar 1990, fuldt navn Cory Kennedy-Levin) er en amerikansk internet-berømthed, der blev et internationalt modeikon i 2006. Hun fik titlen "Internet It Girl". På hendes Myspace-profil har hun erhvervet sig over 7.000 "venner". Det har gennem hendes internet succes været muligt for hende at få en karriere som model, alt sammen før hendes forældre viste hvad der foregik.

## Historie
Cory Kennedy mødte fotografen Mark Hunter, også kendt som "The Cobrasnake" til en Blood Brothers-koncert på The El Rey Theatre i Los Angeles, Californien i sommeren 2005. Han tog nogle billeder af hende til hans hjemmeside (fungerer som en fotoblog) og de udvekslede telefonnumre. I januar 2006 begyndte Cory som praktikant hos Mark, praktikpladsen var obligatorisk for at kunne færdiggøre high school. Mark Hunters hjemmeside indeholdt billeder af kendte til forskellige fester og han begyndte at tage Cory og hendes veninde Maggy Rogow, som også var praktikant, med til de fester. Mark Hunter og Cory Kennedy begyndte at date med godkendelse fra Corys forældre, Barry Levin og Jinx Kennedy.
I December 2005 havde Mark postet billeder af Cory med titlen "JFK CORY KENNEDY", hvilket fik spekulationerne i gang om hun var relateret til Kennedy familien. I februar 2006 dukkede et weblog indlæg op omkring Cory på Fashionologie, der kaldte hende "The Heroin Chic Chick".
Omkring april måned gik det op for Mark at hver gang han havde billeder af Cory blev besøgstallet på hans side meget højere. Især var der mange besøgende fra mode web communities der kiggede forbi. Mark fandt hurtigt ud af at Cory havde potentialet til at blive en stjerne. Den måned, hvor Kennedy-Levin familien besøgte New York på ferie, tog Cory og Mark forbi Nylon magazines kontorer. Den næste dag var Cory med i en billedserie for en artikel der handlede om musik og Myspace. Bladet kom på gaden i Juni.
På dette tidspunkt er hendes profil og popularitet voldsmt stigende. Hun bliver nævnt i New York Times i en artikel om praktikanter og LA Weekly skriver en kort artikel om hende. I oktober, dukker hun op i en musikvideo der gør grin med Good Charlotte's "Keep Your Hands Off My Girl" Then in October, she appeared in a mock music video for Good Charlotte's "Keep Your Hands Off My Girl", der blev lavet med Nylons Marvin Scott Jarrett. Hele video er skudt fra et kamera, hvor man ser Cory ryster salt og peber ud over sin indiske mad i takt med musikken. Hun lytter til musikken på en mp3 afspiller. Videoen blev en af de mest populære videoer på nettet, både på grund af Cory, men også Good Charlotte fans, der ikke vidste om det var en joke eller en ny video. 
Udover det begyndte Cory at blive betalt af smarte natklubber til at dukke op med hendes venner for at blive set, trods hendes kun 16 år Hun hang ud med stjerner som Paris Hilton og Lindsay Lohan.
Hendes forældre havde vist at hun var blevet vist på nettet, men ikke at det var kommet så vidt før juni-udgaven af Nylon udkom. Fordi Cory tidligere er blevet behandlet for depression, var forældrenes primære bekymring hendes sindstilstand og helbred. 
I september 2006 begyndte hendes liv som kendt at få indflydelse på hendes skole og hendes forhold til forældrene. Hende og Mark var gået fra hinanden, men hun stadig med ham til fester og blev ude til over klokken 02.00 om natten på hverdage.
Forældrene var bekymrede for hendes uddannelse og fik hende sendt på kostskole, med begrænset brug af telefoner og computer, selvom hun var fri til at tage hjem i weekenderne. Siden da er hendes blog, www.corykennedy.blogspot.com ikke blevet opdateret så ofte, selvom hun stadig kommer i modeblade og aviser. Hun har hun skiftet over til uber.com